# Sabina Wärme
Sabina Wärme, född 2 mars 1990 i Jämtlands län, är en svensk musiker, kompositör och producent.

## Biografi
Under perioden 2011-2017 spelade Wärme i elektronikaduon Systraskap. Hon här även arbetat som musiker bakom andra artister som bland annat Maxida Märak, Adam Tensta och Ellen Sundberg. Wärme driver även skivbolaget ANNA/ANNA RECORDS och arbetar som kompositör för teater och film. Hon är medlem i både producentnätverket Upfront Producer Network och Stockholmsbaserade Oda Studios.
2017 medverkade hon som kompositör i föreställningen 5114 dagar på Backa Teater i Göteborg och som tidigare samarbetspartners finns bland annat finlandssvenska Blaue Frau.
2018 gjorde Wärme ett samarbete med Bonniers Konsthall, där hon spelade sitt performance Jag var molnen 2.0 inne i konsthallen under pågående utställning av amerikanska konstnären Theaser Gates. Samma år släpptes även ljudkonstverket RAGUNDA, namngivet efter kommunen hon själv är uppväxt i. Projektet var ett samarbete mellan Sabina Wärme och författaren och programledaren Moa Svan.
13 februari 2019 släppte hon albumet Jag var molnen 2.0 med soloprojektet These Heavy Clouds. These Heavy Clouds beskrivs ofta som ett pop-performance-projekt, där fokuset ligger på en blandning av popmusik och mer monolog-baserat material. Detta performance har framförts live på bland annat Folkteatern i Göteborg, Jamtli Exercishall, Turteatern, Fotografiska, Kvinnohistoriskt Museum, Teater Tribunalen och Inkonst.
Våren 2019 släppte hon den officiella VM-låten för fotbolls-VM (dam-VM) med namnet Jag tror jag stannar kvar  tillsammans med Moa Svan.
2022 släppte Wärme albumet Den Förbjudna Fruktkolan, som blev nominerat till en Grammis i kategorin Årets Barnmusik. 

## Diskografi

### Album
- 2022: Den Förbjudna Fruktkolan[11]
- 2019: Jag var molnen 2.0[12]
- 2017: Jag var molnen[13]
- 2016: To do list
- 2015: MWIMW
- 2011: Systraskap EP

### Singlar
- 2019: Jag tror jag stannar kvar (Officiell VM-låt 2019)
- 2019: Jag vill bara ha dig (och ha dig)
- 2018: RAGUNDA[14]
- 2018: Jag kanske inte känner dig
- 2018: Hon kollar väl inte på mig
- 2018: Will You carry me (Sabina Wärme Remix)
- 2017: Dina blickar
- 2016: Den här hösten kommer döda mig

- 2015 - Wear it like you deserve it
- 2015 - Wear it like you deserve it (Karin Park Remix)
- 2015 - Fit@Frames Moa-Lina Croall Remix
- 2014 - Let's start a revolution (Johen Rafael Tilli Remix)
- 2014 - Let's start a revolution (Acute Onset Remix)
- 2014 - My voice is my weapon
- 2013 - Let's start a revolution